# Ia Chia
Ia Chia (còn viết là Ia Chía hoặc Ia Chiă) là một xã thuộc tỉnh Gia Lai, Việt Nam.
Xã có diện tích 173,44 km², dân số năm 2019 là 8469 người trong đó người các dân tộc thiểu số là 5797 người chủ yếu là người Jrai, một số ít người Mường, Tày, mật độ dân số đạt 49 người/km².

## Vị trí địa lý
Ia Chiă là xã biên giới, giáp với huyện Andoung Meas, tỉnh Ratanakiri của Campuchia qua sông Sesan. Trung tâm xã cách huyện lỵ Ia Kha của huyện Ia Grai khoảng 32 km (theo đường tỉnh 664) và đường liên xã.
- Phía Bắc giáp xã Ia O và xã Ia Krái
- Phía Nam giáp huyện Đức Cơ
- Phía Đông giáp xã Ia Tô
- Phía Tây giáp Campuchia với tổng chiều dài đường biên là 7,052km[4]

## Hành chính
Xã gồm 10 làng / thôn là: Tang, Bang, Põ, Beng, Lang, Kom Yố, Kom Ngó, Bía Ngó, Nú 1, Nú 2, Nú 3.

## Kinh tế
Kinh tế xã thuộc diện kém phát triển. Nông lâm nghiệp đóng góp 87% thu nhập, công nghiệp và xây dựng 9%, dịch vụ 4%. Người dân sinh sống bằng trồng và khai thác cây công nghiệp gồm cao su, điều, cà phê. Thu nhập bình quân đầu người năm 2019 là 21 triệu đồng. Toàn xã có 179 hộ nghèo (chiếm 9% tổng số hộ trong xã) và 215 hộ cận nghèo (chiếm 10,85%) 
Trên địa bàn xã có hai trường tiêu học (với 2 điểm trường chính và 7 điểm trường lẻ), một trường trung học cơ sở, một trường mẫu giáo (với 1 điểm trường chính và 9 điểm trường lẻ), một trung tâm y tế xã.